# Fronteira Iraque–Kuwait
A fronteira entre o Iraque e o Kuwait é a linha de 254 km, uma curva que vai do oeste ao norte do Kuwait (província Al Jahra), separando o país do território do Iraque (Baçorá). No leste inicia no litoral, no norte no Golfo Pérsico, próximo das ilhas Bubyian e Warbah (Kuwait) e de Umm Qasr (Iraque). Vai terminar na tríplice fronteira Kuwait-Iraque-Arábia Saudita, próximo de Abdaly (Kuwait).
Essa fronteira data da independência do Kuwait (que era um domínio britânico desde 1918) em 1961. Em agosto de 1990, o Iraque invadiu o Kuwait, tornando-o na sua 19.ª província. A fronteira entre os dois países voltou a existir em 1991 com o fim da Guerra do Golfo, quando o Kuwait readquiriu a sua independência.